# Microtus canicaudus
Microtus canicaudus és una espècie de talpó que viu a la vall de Willamette (Oregon).